# Луїс Нері
Луїс Нері (ісп. Luis Nery; 12 грудня 1994, Тіхуана, Мексика) — мексиканський боксер. Чемпіон світу в легшій вазі по версії WBC (2017—2018), The Ring (2017) і 2-й легшій вазі WBC (2020—2021).